# Aspergeschep

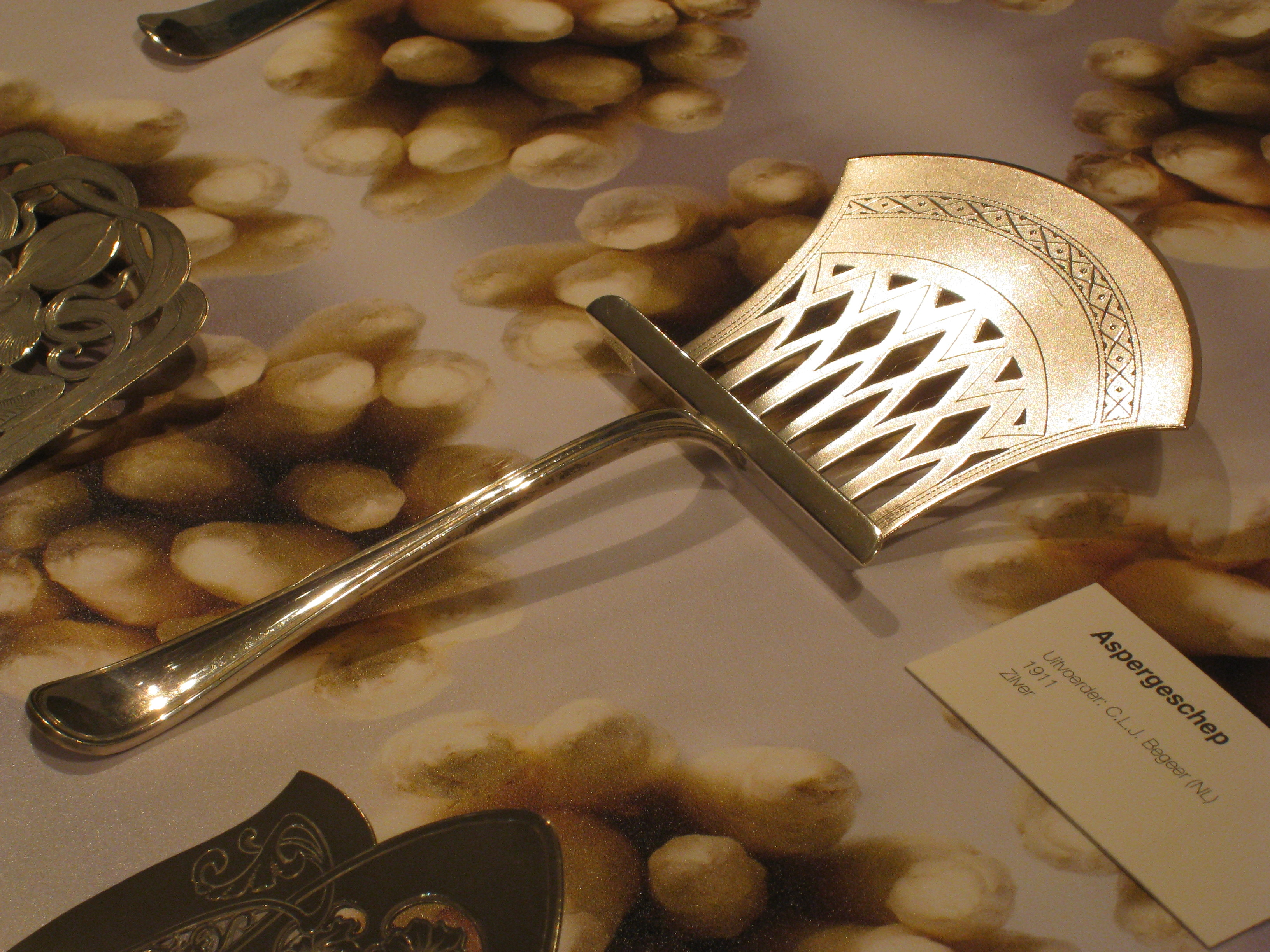
Zilver, ontwerp C.L.J. Begeer, 1911

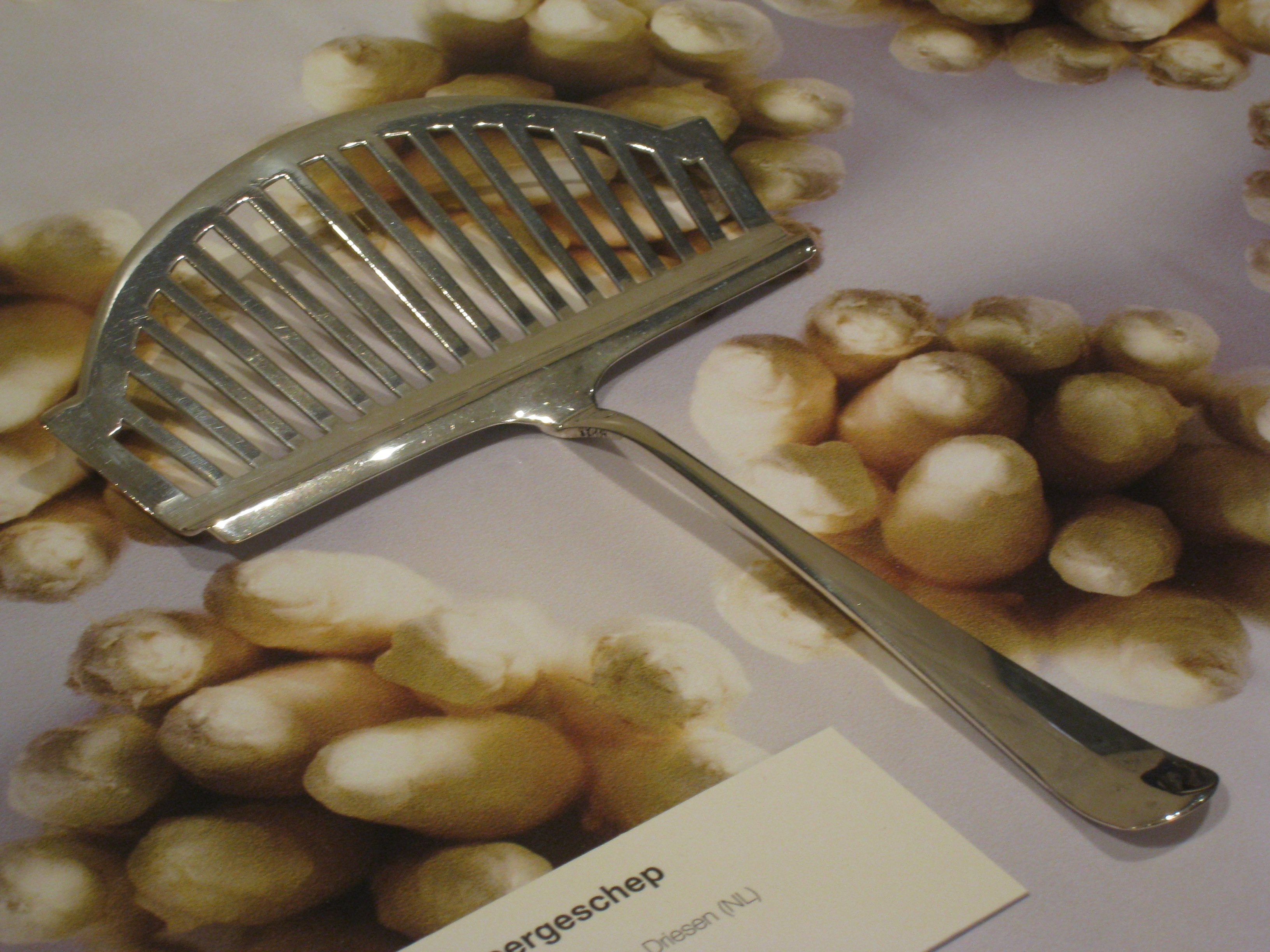
Zilver, ontwerp A.J. Driesen, 1935

Een aspergeschep behoort tot het keukengerei en dient om gekookte asperges te laten uitlekken. Een aspergeschep bestaat uit een lange steel voorzien van een plat met perforaties voorzien dwarsstuk. Het is vervaardigd uit roestvrij edelstaal 18/10, gepolijst of mat of uit zilver.
De zilveren uitvoering groeide door de eeuwen heen uit tot een kunstwerk in verschillende stijlen zoals art nouveau en art deco en werd opgenomen in kunstverzamelingen.